# San Miguel el Alto, Irimbo
San Miguel el Alto är en ort i Mexiko.   Den ligger i kommunen Irimbo och delstaten Michoacán de Ocampo, i den södra delen av landet, 140 km väster om huvudstaden Mexico City. San Miguel el Alto ligger 2 274 meter över havet och antalet invånare är 117.
Terrängen runt San Miguel el Alto är kuperad, och sluttar västerut. Runt San Miguel el Alto är det ganska tätbefolkat, med 96 invånare per kvadratkilometer. Närmaste större samhälle är Ciudad Hidalgo, 14,3 km väster om San Miguel el Alto. I omgivningarna runt San Miguel el Alto växer i huvudsak blandskog.